# Tool
A Tool 1990-ben, Los Angelesben alakult amerikai progresszívmetal-zenekar. Karrierjük során nyolc jelölésből eddig négy Grammy-díjat nyertek, valamint az utolsó három nagylemezük (Lateralus, 10,000 Days és Fear Inoculum) rendre listavezető volt a Billboard 200 listáján.

## Az együttes története
A Tool 1990-ben alakult, amikor a dobos Danny Carey, szomszédjával az énekes Maynard James Keenannel kezdett zenélgetni. Később csatlakozott hozzájuk a gitáros Adam Jones és a basszusgitáros Paul D'Amour is.

### 72826ésOpiate(1991–1992)
Első albumuk, az Opiate, ami egy EP, 1992-ben jelent meg. Ez a zenekar első komoly kiadványa, melyet csak egy demó előzött meg 72826 címmel 1991-ben. Az Opiate címet Karl Marx egyik híres mondása ihlette, miszerint „a vallás a tömeg ópiuma”. A hatdalos EP-n olyan dalok találhatóak, mint a maxiként is kiadott Hush, melyhez Ken Andrews rendezett klipet. A klipben az együttes tagjai meztelenül szerepelnek, szájukon pedig ragasztószalag van, ami a cenzúrázás elleni tiltakozást szimbolizálja.

### Undertow(1993–1995)
Első teljes lemezük 1993-ban jelent meg, Undertow címmel. A zenekar ezután turnézni indult, és a Lollapalooza Fesztiválon már igen nagy volt a sikerük. Ennek köszönhetően az album hamarosan bearanyozódott, majd 2001. május 14-re duplaplatina lett.
1994-es maxijuk, a Prison Sex kiváltotta egyesek rosszallását. A számhoz Adam Jones készített videót, melyet azonban az MTV nem volt hajlandó játszani, mivel úgy találták, hogy egyes részek a gyermekmolesztálásra utalnak. Maynard Keenan, aki a szöveget írta, néhány interjúban próbálta tisztázni a helyzetet, ezért elmondta, hogy a szám nem kíván célozni semmi effélére, csupán saját múltjáról szól, valamint a közte és nevelőapja közötti rossz viszonyról.

### Ænima és Salival(1996–2000)
1995-ben, nem sokkal azután, hogy befejezték soron következő albumuk, az Ænima felvételeit, D'Amour otthagyta az együttest. A helyére Justin Chancellor került, még az év novemberében. 1996-ban jött ki az album, amely egyik dalával ismét problémák merültek. Az MTV csak Track#1-ként volt hajlandó játszani az egyébként Stinkfist című számot, valamint egyes rádióadók változtatásokat követeltek a szövegben.
Az albumot az akkor már két és fél éve elhunyt szatíraírónak, Bill Hicksnek ajánlotta az együttes. Mindezeken felül ez a lemez volt az, amely meghozta a Tool számára az első Grammy-díjat.
Az 1997-es évben az együttesnek kisebb nézeteltérése támadt kiadójával, a Volcano Recordsszal, melyet végül csak bírósági úton tudtak tisztázni. Ez idő tájt alakította meg Keenan második együttesét, az A Perfect Circle-t, Billy Howerdellel. Emiatt természetesen rögtön elindultak a találgatások a Tool feloszlásáról, de a 2000-ben megjelenő Salival című box-set véget vetett a hamis híreszteléseknek. A Salival tartalmazott addig kiadatlan felvételeket, valamint egy Led Zeppelin-szám, a No Quarter feldolgozását is. A DVD-n a videóklipeket lehetett megnézni. Igaz, hogy a Salivalon nem volt új szám, de tartalmazott egy rejtett számot, a Maynard's Dicket.

### Lateralus(2001–2005)
Soron következő lemezük a Lateralus címet kapta. Az album még a kiadás hetén első lett a Billboard Top 200-as listán, valamint a Tool megnyerte második Grammyjét a Legjobb Metal Előadás kategóriában, Schism című számukkal. A díj átvételekor a dobos így szólt a mikrofonba: „Szeretnék köszönetet mondani a szüleimnek, valamint a Sátánnak”, majd a basszgitáros Chancellor így folytatta: „Én pedig szeretném megköszönni az apámnak, hogy felcsinálta az anyámat”.
2005 decemberében két Tool-DVD látott napvilágot; az egyiken a Schism, míg a másikon a Parabola videója. A videók tartalmaznak kommentárt is.

### 10,000 Days(2006–2007)
A 2006-os lemez a 10,000 Days nevet viseli. Az album több nemzetközi listán is az elsők között startolt, valamint a megjelenés hetében 564.000 példány kelt el belőle csak az USA-ban.

Az albumot turnéztatva, első alkalommal játszottak hazánkban, 2007. augusztus 13-án a Sziget fesztiválon. A videóprogrammal kísért produkció során Keenan viszonylag új keletű szokásához híven a színpad hátterében, a dobos mellett, jobbára a közönségnek háttal vagy oldalt állva énekelt. 2007. december 18-án, DVD-n is megjelent az albumot nyitó Vicarious.

### Napjainkban (2008–)
Chancellor 2007-ben mondta még, hogy folytatnák a turnéjukat 2008 elejéig, azután "visszavonulnak egy kis időre". Hozzátette még, hogy a zenekar már írt pár új szöveget és ebből levonva egy új album megjelenése is felmerült. Beszélt még egy dokumentumfilmről is (a zenekaruk történetéről szól), amit már igencsak halogattak.
2009. július 18-án megkezdtek egy újabb turnét a coloradói Commerce Cityben a Mile High Music Festival keretei között. Főműsorként szerepelt a 2009-es Lollapaloozán és augusztus 22-én egy műsoron a Epicenter fesztiválon Pomonában, Kalifornia államban. Azután még egy turné Tool Winter Tour névvel 2012 januárja és februárja között az Egyesült Államokban. 2013. május 12-én a japán Ozzfesten is játszottak. Azután a zenekar minden egyes tagja a saját zenei projektjével volt elfoglalva. Maynard intenzíven turnézott a Pusciferrel.
Az ötödik album késését Carey és Jones tálalta ki a Rolling Stone folyóiratban, 2014. július 15-én, ami szerint a Tool ellen vádat emeltek a névvel kapcsolatos szerzői jogok miatt, és amikor csak pár nap lett volna hátra az amúgy is nyertes ügynek, elhalasztották és úgy érezték, csak időt, pénzt és kreatív energiát pazaroltak erre a marhaságra. Közben Carey azt állította a zenei közönségnek, hogy az album már "készen áll a publikálásra".
2015 márciusában a Tool javára ejtették a vádakat és az albumra összpontosítottak. Azt remélték, hogy az album már 2015 végére el fog készülni, de kiemelte, hogy nem akarják összecsapni a munkájukat a határidő lejárta előtt.
2016 januárjában újabb turnét csaptak az Egyesült Államokban.
Miközben be lett jelentve, hogy Maynard 2017 februárjában bement a stúdióba, hogy dolgozzon a vokálokon az 5. Tool-albumhoz, később az is kiderült, hogy nem 2017-re lett tervezve az album megjelenése. 2017 májusában bejelentettek egy újabb észak-amerikai körutat. Egy hónappal később Chancellor elmondta, hogy az album már 90%-ban kész, miközben Carey különféle interjúkon azt állította, hogy az album biztosan 2018-ra jelenik meg. 2018 februárjában Jones felfedte, hogy Maynard már dolgozik a szövegeken az albumhoz és márciusban kezdik el a felvételeket. Május 11-én indítottak egy interaktív miniatúrát, ahol instrumentális formában szivárogtatták ki az új dalaikat (köztük a "Descending" c. számukat) és elemezték az irományaikat és a felvételi haladásukat, miközben a fanok kérdéseire válaszoltak. Május tizenegyedikén a minnesotai Szent Pál-kórházban új információk kerültek nyilvánosságra, köztük:
– a dobfelvételek elkészültek,
– a zenekar mindent analóg kazettára vesz fel,
– minden zene kb. 10 perces lesz.

## A Tool stílusa
Igencsak egyedi hangzásvilága miatt a Tool zenéjét elég nehéz kategorizálni. Egyesek alternatív metálnak nevezik, míg mások progresszív rocknak, esetleg "prog"-nak. (Az úgynevezett "prog" egy olyan rockzenei stílus, mely úgy kíván mentesülni a popularitástól, hogy szakít minden létező hagyománnyal.) Mások meg egyedi, saját kategóriába sorolják a mesterműveiket, azaz ők maguk egy kategória.

## Tagok
| - Maynard James Keenan – énekes (1990–jelenleg) - Adam Jones – gitáros (1990–jelenleg) - Justin Chancellor – basszusgitáros (1995–jelenleg) - Danny Carey – dobos (1990–jelenleg) | - Paul D'Amour – basszusgitáros (1990–1995) |

## Diszkográfia
| - Undertow (1993) - Ænima (1996) - Lateralus (2001) - 10,000 Days (2006) - Fear Inoculum (2019) | - 72826 (demó) (1991) - Opiate (EP) (1992) - Salival (box-set) (2000) - Schism (DVD) (2005) - Parabola (DVD) (2005) - Vicarious (DVD) (2007) |

## Külső hivatkozások
- A Tool hivatalos weboldala